# Naissance en 984
Naissance
- 980
- 981
- 982
- 983
- 984
- 985
- 986
- 987
- 988

Cette page dresse une liste de personnalités nées au cours de l'année 984  :
- Abbad Ier, ou Abû al-Qassim Muhammad Ibn Abbad, juge (qadi) de Séville et premier roi maure occupant la taifa de Séville (Espagne), et chef de la dynastie des Abbadides.
- Ch'oe Ch'ung, érudit et poète coréen.
- Giovanni Orseolo (it), politicien italien.

## Crédit d'auteurs
- Cet article est partiellement ou en totalité issu de l'article intitulé « 984 » (voir la liste des auteurs).